# Мотовски залив

Мотовски залив (рус. Мо́товский зали́в; Мо́товская губа) залив је фјордовског типа на северној обали Мурманске области Русије, у акваторији Баренцовог мора. Залив се налази на централном делу Мурманске обале и стешњен је између континенталног дела на југу и полуострва Рибарско и Средње на западу и северу. Максимална дужина залива је до 43 km, ширина варира од 5 до 15 km, а дубина воде у заливу иде и до 280 метара.
Обала залива је доста висока и стрма, на северу нешто равнија, а на југу јако разуђена и испресецана бројним мањим заливима и фјордовима. Највећи секундарни фјордови на јужној обали су Западнолички, Урски и Арски фјорд. Већи водотоци који се уливају у залив су реке Титовка, Западна Лица и Ура.
Административно припада Печеншком и Кољском рејону Мурманске области.
Познат је и под називом Гробље китова (рус. Кито́ва Моги́ла), а тај назив потиче због чињенице да су морске струје које иду уз мурманску обалу често у залив доносиле бројне лешеве угинулих китова.